# De plata
De plata è il secondo singolo della cantante spagnola Rosalía, pubblicato nel maggio 2017 come secondo e ultimo estratto dal suo primo album Los ángeles.

## Video musicale
Il video del brano è stato girato a Los Angeles, e vede Rosalía ballare flamenco per strada.